# Waverly Hall
Waverly Hall es un pueblo ubicado en el condado de Harris en el estado estadounidense de Georgia. En el censo de 2000, su población era de 709.

## Demografía
En el 2000 la renta per cápita promedia del hogar era de $30,250, y el ingreso promedio para una familia era de $36,458. El ingreso per cápita para la localidad era de $13,388. Los hombres tenían un ingreso per cápita de $40,000 contra $16,923 para las mujeres.

## Geografía
Waverly Hall se encuentra ubicado en las coordenadas 32°41′5″N 84°44′18″O / 32.68472, -84.73833 (32.684607, -84.738405).
Según la Oficina del Censo, la localidad tiene un área total de 8,8 km² (3,4 mi²), de la cual 8,7 km² (3,4 mi²) es tierra y 0,1 km² (0 mi²) (1.20%) es agua.